# Катедрала
Катедралата е християнска църква, в която има епископско седалище, тоест е център на диоцез.

## Терминология
Наименованието катедрала или по-точно катедрален храм или катедрална църква (на латински: Ecclesia cathedralis) произлиза от думата катедра (на гръцки: καθέδρα – кресло, трон, седалище), тъй като това е църквата, в която се помещава седалището (катедрата) на епископа, който се грижи за съответната епархия. Друго наименование, което се среща за тези сгради, е съборна църква.

## Известни катедрали
- Катедралата Свети Стефан (Виена)
- Миланска катедрала
- Санта Мария дел Фиоре, Флоренция
- Катедралата Св. Патрик, Ню Йорк
- Националната катедрала във Вашингтон
- Линкълнска катедрала, Линкълн
- Катедрала Сейнт Пол, Лондон
- Кентърбърийска катедрала
- Катедралата в Солсбъри
- Йоркска катедрала
- Дърамска катедрала
- Кьолнска катедрала
- Света Богородица, Париж
- Нотър Дам дьо Шартър
- Реймска катедрала
- Севилска катедрала, Севиля
- Катедралата Свети Вит, Прага